# Ernst Herslow (industriman)
Ernst Peter Herslow, född 5 augusti 1919 i Källstorps församling, död 16 augusti 2003 Slottsstadens församling, var en svensk företagsledare. Han var son till bankdirektören Ernst C:son Herslow och Emmy Kockum.

## Biografi
Ernst Herslow blev juris kandidat 1945, genomförde tingstjänstgöring 1945–1948, var sekreterare vid SAF 1948–1950, Skånes handelskammare 1950–1954, blev vice verkställande direktör vid Sjöförsäkrings AB Öresund 1955, var 1958–1962 verkställande direktör (VD) för Sjöförsäkrings AB Öresund och 1956–1964 vice VD och 1964–1985 VD för Investment AB Öresund. Han var 1962–1966 vice VD vid AB Iföverken, 1967–1980 även VD för AB Cardo och 1980–1986 styrelseordförande i samma bolag. Han invaldes 1978 som ledamot av Ingenjörsvetenskapsakademien och 1982 av Kungliga Humanistiska Vetenskapssamfundet i Lund.
Han var från 1946 gift med Britt-Marie Skjöldebrand (1922–2000). De är begravda på Östra kyrkogården i Malmö.